# Ешниязов, Махамбетали
Махамбетали Ешниязов (1890 год — 1958 год) — старший чабан колхоза «Жана-Кулыс» Аральского района Кзыл-Ординской области, Казахская ССР. Герой Социалистического Труда (1948).

## Биография
Родился в 1890 году в бедной казахской семье. До 1917 года занимался батрачеством. В 1932 году вступил в колхоз «Жана-Кулыс» Аральского района. До 1957 года трудился старшим чабаном, потом работал заведующим овцеводческой фермой.
В 1947 году вырастил 405 ягнят от 605 овцематок. Показатели по настригу шерсти в этом же году стали самыми высокими показатели по Кзыл-Ординской области. В 1948 году звания Героя Социалистического Труда «за получение высокой продуктивности животноводства в 1947 году при выполнении колхозом обязательных поставок сельскохозяйственных продуктов и плана развития животноводства».
Скончался в 1958 году.
Награды
- Герой Социалистического Труда — указом Президиума Верховного Совета СССР от 23 июля 1948 года
- Орден Ленина